# Cococi
Cococi é um distrito do município de Parambu, na região do Sertão dos Inhamuns, estado do Ceará.

## Informações gerais
Uma cidade fantasma. Nela, a única rua do distrito que corta as ruínas de um período áureo, quando foi município independente pelo período de oito anos.
Toda essa atmosfera atrai muitos fotógrafos, jornalistas e cineastas, tanto que Cococi participou do projeto Mandacaru (time-lapse) e foi uma das locações do filme Lua Cambará (2002), com Dira Paes e Chico Díaz, baseado no conto de mesmo nome Ronaldo Correia de Brito e Assis Lima.
Mas, apesar do “aparente” abandono, a cidade ainda guarda suas surpresas. Como a cultura do vaqueiro, praticada pelos homens das duas famílias que saem sertão a fora para cuidar do gado, e dos vaqueiros que pra lá viajam a cavalo para a festa da padroeira.
A igreja é o único imóvel preservado de Cococi. De 29 de novembro a 8 de dezembro, o Distrito recebe cerca de 300 pessoas por dia que vem participar das novenas dedicadas a Nossa Senhora da Conceição.
De enorme importância para a história da região dos Inhamuns, foi neste lugar que vieram os primeiros habitantes para esta área do sertão cearense. Começou a entrar em declínio devido as estiagens, e escândalos de corrupção que fizeram os habitantes se mudarem.

### População
Em 1960, o então município possuía 4 064 habitantes, com 2 181 pessoas morando na área urbana e 1 883 na área rural. Em 1970, já distrito de Parambu, contabilizava 4 163, quase todos habitando a área urbano do distrito, com 4 106 moradores neste espaço. Em 1982, o IBGE contabilizou apenas 39 habitantes em todas as áreas do distrito. Em 2012, 7 pessoas viviam em todo o distrito.

## História

### Fundação
Cococi (distrito de Parambu) fica distante 40 km da sede do município e cerca de 450 km da capital Fortaleza. Nasceu dentro de uma enorme fazenda familiar, obtida pelo sistema de sesmaria. A obtenção de grandes latifúndios pelo regime de sesmarias na região dos Inhamuns, foi iniciada por membros da família Feitosa, que ocuparam a barra do Rio Jucá. A distribuição de sesmarias, visava tornar a terra produtiva, o povoamento e o desenvolvimento do lugar, e o dono da sesmaria deveria ter recursos suficientes para atrair colonos e promover esse povoamento. O proprietário utilizava a terra para criação de gado, ao tempo que providenciava a abertura de caminhos entre a nova fazenda, outros povoados e a fontes de água. Aos colonos que chegavam em busca de trabalho e pouso, eram oferecidos um lote de terreno e alguns insumos para que os mesmos se estabelecessem. Alguns historiadores dizem que a prática de doar terrenos aos colonos era ilegal e contrariava as normas de concessão da Sesmaria.
Segundo os historiadores, os coronéis Francisco Alves Feitosa e Lourenço Alves Feitosa chegaram ao Sertão dos Inhamuns por volta de 1710 e ali estruturam a maior comunidade rural da Capitania do Ceará. O comissário Lourenço Alves Feitosa chegou a ter 22 sesmarias e com o seu irmão Francisco Alves Feitosa dominaram uma área de aproximadamente 30.000 quilômetros quadrados.
E foi nesse contexto que surgiu o povoado, mais tarde Vila de Cococi, fundada no início do século XVIII pelo citado Francisco Alves Feitosa, o primeiro coronel da família, transformando-se no reduto maior, marco principal do Império dos Feitosas, a mais poderosa oligarquia da história da colonização cearense.

### Emancipação política
Pela lei estadual nº 3858, de 17 de outubro de 1957 foi elevado à categoria de município.
A única igreja do local, iniciada em 1740 e concluída oito anos depois, ainda sedia a Festa da Padroeira do antigo município, Nossa Senhora da Conceição, em dezembro.

### Extinção da cidade
Pela lei estadual nº 8339 de 14 de dezembro de 1965, Cococi voltou a ser distrito do município de Parambu.
A cidade de Cococi possuiu apenas dois prefeitos, o Major Feitosa e Leandro Custódio, da mesma família. A história contada por populares narra que o Major Feitosa no seu segundo mandato (o terceiro e último do Município), ao receber verbas para investimentos no lugar, teria utilizado indevidamente o dinheiro para a compra de gado. O fato repercutiu no estado e a Ditadura Militar decidiu extinguir o município, rebaixando-o à categoria de distrito.
Revoltados com a decisão da capital, a família Feitosa e seus moradores abandonaram a cidade.